# Teteriv
Il Teteriv (ucraino:Тетерiв), è un fiume dell'Ucraina, affluente di destra del Dnepr. È lungo 365 km ed ha un bacino di drenaggio di 15.100 km². È alimentato soprattutto dalla neve, il suo flusso medio a 136 km dalla foce è di 18,4 m³/s. Nel suo basso corso forma la valle del Teteriv, nella regione della Polesia; qui la sua larghezza oscilla fra i 40 e i 90 m, prima di confluire nel Dnepr.
Il Teteriv è solitamente ghiacciato da dicembre a marzo. Il fiume forma rapide e cascatelle nel suo tratto mediano mentre vicino alla foce il suo corso diventa tranquillo; è navigabile nel suo tratto finale ove ha anche sede una centrale idroelettrica.

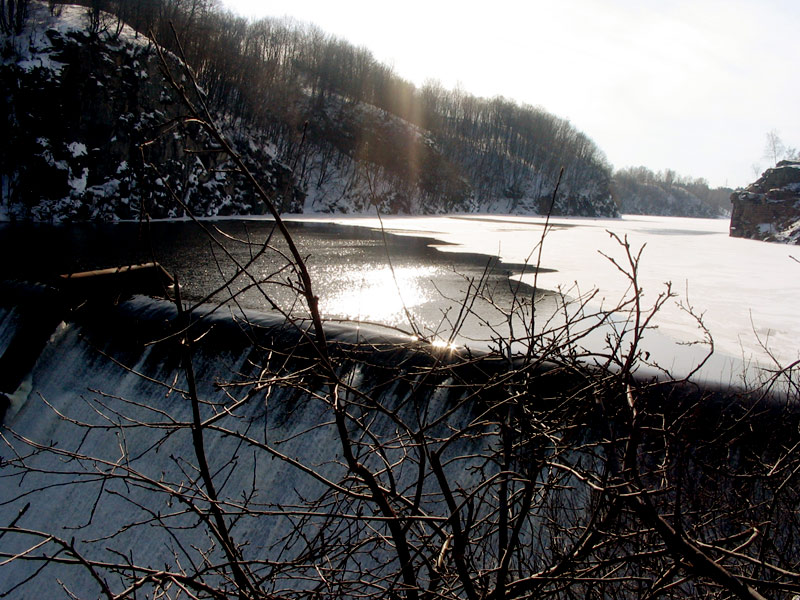
Il Teteriv a Žytomyr

Importanti affluenti sono il Hnylopjat', l'Hujva, lo Zdviž (destra) e l'Irša (sinistra).
Città di rilievo sul suo corso sono, Žytomyr, capoluogo dell'omonimo oblast', Korostyšiv e Radomyšl'.

## Fonti
- Grande enciclopedia sovietica, su bse.sci-lib.com.

- Wikimedia Commons contiene immagini o altri file su Teteriv